# Affaire des enregistrements en National Football League en 2007
L'affaire des enregistrements en National Football League en 2007 ou Spygate est une affaire sportive impliquant la franchise de la National Football League des Patriots de la Nouvelle-Angleterre pour avoir enregistré à la vidéo les signaux des entraîneurs défensifs adverses depuis leur camp lors d'une rencontre contre les Jets de New York le 9 septembre 2007. Cet acte n'est pas interdit en soit par la ligue mais il y a des zones désignées pour le faire, ce que les Patriots n'ont pas suivi. 
Après une enquête de la ligue, le commissaire de la NFL Roger Goodell sanctionne l'entraîneur principal des Patriots Bill Belichick à une amende record de 500 000 dollars pour son rôle dans l'affaire et le club à 250 000 dollars et le retrait de leur premier tour de draft en 2008. Il considère que cet acte est délibéré et calculé afin d'éviter les règles de la NFL qui sont faites pour encourager le fair-play et l'honnête compétition entre les équipes. L'amende de Belichick a reçu un fort écho médiatique du fait qu'il s'agisse du maximum autorisé par la ligue pour punir un acteur du jeu.